# 內札薩克蒙古
內札薩克蒙古（穆麟德轉寫：dorgi jasak monggo）或內札薩克，後簡稱為“內蒙古”，指歸附清朝較早的漠南蒙古各旗札薩克，虽均屬於外藩蒙古，但其地位在外札薩克之上。
清中期乾隆以後，內札薩克分為二十四部，四十九旗，由理藩院旗籍清吏司、王會清吏司管理。內蒙古一詞即源自內札薩克蒙古。清代後期，内蒙古成為內札薩克四十九旗的正式稱呼。

## 历史
居住于大漠（戈壁沙漠）以南的蒙古族为漠南蒙古。在理藩院则例中，「漠南蒙古」一名一直在官书中使用，与「漠北蒙古」（喀尔喀蒙古）相对，其居住地域大概为今中国内蒙古自治区。
元朝末年农民起义，明朝建立，元朝残余势力退至长城以北，史称北元。蒙古最终分裂成许多部落。察哈尔部为漠南蒙古中一支显赫的部落，末代蒙古大汗林丹汗即在此。后金兴起时，与蒙古大汗所在的察哈尔部交战，林丹汗兵败后逃亡，其子额哲于1635年向后金皇太极投降，并献出当年元朝末代皇帝元顺帝带走的传国玺。漠南蒙古遂被并入后金版图，清朝建立后是为内札萨克蒙古。
其中内扎萨克八部与清廷关系最为密切，内扎萨克八部指归附后金较早的漠南蒙古各旗札萨克统属的部落。内扎萨克八部均是成吉思汗长弟拙赤合撒儿的后裔：
1. 科尔沁部—嫩科尔沁部（合撒儿15世孙博第达喇长子齐齐克、次子纳穆赛[3]、弟弟诺们达喇后裔）
2. 阿噜科尔沁部（合撒儿15世孙昆都伦岱青后裔）
3. 杜尔伯特部（合撒儿15世孙博第达喇第四子爱纳噶后裔）
4. 郭尔罗斯部（合撒儿15世孙博第达喇第三子乌巴什后裔）
5. 扎赉特部（合撒儿15世孙博第达喇第五子阿敏后裔）
6. 四子部落（合撒儿15世孙诺延泰后裔）
7. 茂明安部（合撒儿16世孙车根后裔）
8. 乌拉特部（合撒儿15世孙布尔海后裔）

## 盟、部、旗

1911年清朝行政区划（红色部分为內札薩克和西套蒙古）

內札薩克蒙古原分為二十五部，編為五十一旗。康熙年間，歸化城土默特左右翼二旗改為內屬，置歸化城副都統。乾隆以後，內蒙古共二十四部，四十九旗，設六盟。四十九旗之外，还有一个「喇嘛旗」（以喇嘛為扎薩克的旗）——錫埒圖庫倫旗。
卓索圖盟、昭烏達盟、哲里木盟、锡林郭勒盟合称东四盟（又稱东蒙古）。烏蘭察布盟、伊克昭盟合称西二盟:20。六盟所属旗如下：
- 哲里木盟
  - 科爾沁部 六旗
  - 扎賚特部 一旗
  - 杜爾伯特部 一旗
  - 郭爾羅斯部 二旗
- 昭烏達盟
  - 敖漢部 一旗
  - 奈曼部 一旗
  - 巴林部 二旗
  - 扎魯特部 二旗
  - 阿魯科爾沁部 一旗
  - 翁牛特部 二旗
  - 克什克騰部 一旗
  - 喀爾喀左翼部 一旗
- 卓索圖盟
  - 喀喇沁部 三旗
  - 土默特部 二旗
- 錫林郭勒盟
  - 烏珠穆沁部 二旗
  - 浩齊特部 二旗
  - 蘇尼特部 二旗
  - 阿巴噶部 二旗
  - 阿巴哈納爾部 二旗
- 烏蘭察布盟
  - 四子部落 一旗
  - 茂明安部 一旗
  - 烏喇特部 三旗
  - 喀爾喀右翼部 一旗
- 伊克昭盟
  - 鄂爾多斯部 七旗

### 貢道
- 由山海關入貢[1]：
  - 科爾沁、扎賚特、杜爾伯特、郭爾羅斯四部
- 由喜峰口入貢：
  - 阿魯科爾沁、扎魯特、喀爾喀左翼、喀喇沁、土默特、奈曼、敖漢、翁牛特八部
- 由獨石口入貢：
  - 巴林、克什克騰、浩齊特、烏珠穆沁四部及阿巴噶左翼旗、阿巴哈納爾左翼旗
- 由張家口入貢：
  - 蘇尼特、四子部落、喀爾喀右翼、茂明安四部及阿巴噶右翼旗、阿巴哈納爾右翼旗
- 由殺虎口入貢：
  - 歸化城土默特、烏喇特、鄂爾多斯三部

## 設官
內札薩克所置官吏主要有：
- 盟長、副盟長，每盟各置一人，於該盟所屬札薩克、閒散王公內簡選。
- 札薩克（扎薩克），即旗長，每旗一人，掌管一旗政令，一般可以世襲。
- 協理台吉，每旗二人或四人，協助札薩克辦理旗務。
- 管旗章京，每旗一人；副章京每旗二人。
- 參領，每六佐領置一參領。
- 佐領，每蘇木（“佐”）設佐領一人（也有例外），相當於鄉長。
- 驍騎校，每蘇木一人。
- 什長，每十戶設一什長。

## 封爵
內札薩克之爵位有札薩克和碩親王、札薩克多羅郡王、札薩克多羅貝勒、札薩克固山貝子、札薩克鎮國公、札薩克輔國公、札薩克台吉（一至四等）、塔布囊（一至四等）。

## 領兵
內札薩克各旗蒙古兵由本旗札薩克及其所屬盟長統領，“蓋內札薩克多從龍功臣，而遊牧之地悉附近盛京、直隸、山西、陝西一帶，與外札薩克之後來歸附、遠在漠北者有別。”

### 引用
1. 1 2   嘉慶《一统志》外藩蒙古统部：“本朝龍興，蒙古科爾沁部率先歸附，及既滅察哈爾，諸部相繼來降。於是正其疆界，悉遵約束。有大征伐，並帥師以從。及定鼎後，錫以爵祿，俾得世及。每歲朝貢以時，奔走率職惟謹，設理藩院以統之。蓋奉正朔、隸版圖者，部落二十有五，為旗五十有一，並同內八旗。……是為內札薩克蒙古。”
2. ↑  徐晶晶. . 辽宁师专学报(社会科学版). 2009, (5)  [2023-09-06]. （原始内容存档于2023-09-06）.
3. ↑  孝庄文皇后的曾祖父
4. ↑  达日夫. .  (博士论文). 内蒙古大学. 2016  [2023-12-26]. doi:10.7666/d.y1889001 （简体中文）.
5. ↑  《清史稿》卷七十八地理志